# قطعنامه ۸۰۴ شورای امنیت
قطعنامه ۸۰۴ شورای امنیت سازمان ملل متحد که در تاریخ ۲۹ ژانویه ۱۹۹۳ تصویب شد، سندی بین‌المللی دربارهٔ آنگولا است. این قطعنامه طی نشست ۳۱۶۸ام با ۱۵ رای موافق، ۰ مخالف و ۰ ممتنع تصویب شد.